# Amy Goodman

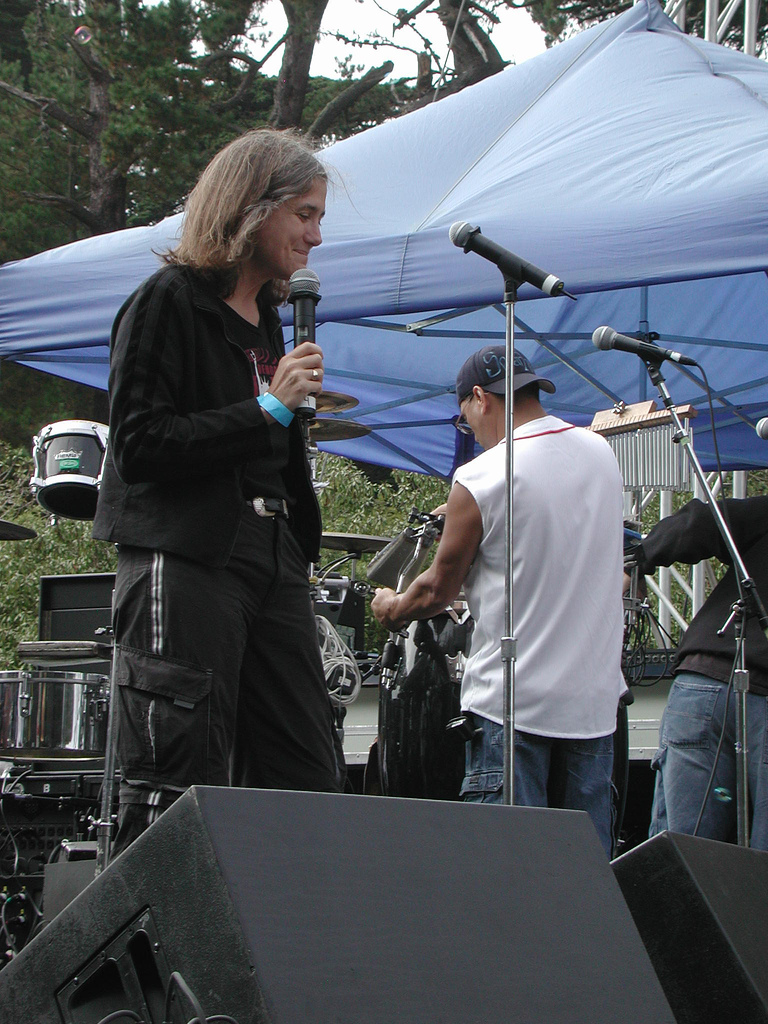
Amy Goodman talar på Power To The Peaceful Festival i San Francisco 2004.

Amy Goodman, född 13 april 1957 i Washington, D.C., är en amerikansk radiojournalist, syndikerad kolumnist och författare.
Goodman föddes i Washington DC men växte upp i Bay Shore i Suffolk County på Long Island i New York. Hon tog examen på Harvard 1984, och har sedan gjort sig känd främst som programledare för radioprogrammet Democracy Now! på Pacifica Radio.  Hon har i sin journalism arbetat mycket med att följa fredsrörelsen och människorättsorganisationer, och även gjort mycket för att stödja oberoende media. 
Som grävande journalist, har hon fått erkännelse för avslöjanden av överträdelser av mänskliga rättigheter i Östtimor och Nigeria. Goodman har som första journalist tilldelats Right Livelihood Award, och är även tidigare prisbelönt för sitt arbete. Den grävande journalisten David Goodman är bror till Amy Goodman.

## Priser
Goodman har blivit belönad med flera priser för sitt arbete, däribland Robert F. Kennedys journalistpris och George Polk Award. Hon tilldelades 2001 Overseas Press Clubs pris, men nekade att ta emot det som en protest mot organisationens uppmaning att inte ställa frågor om ambassadören Richard Holbrooke, som var huvudtalare, och mot att OPC berömt Indonesien för deras förbättrade behandling av journalister, trots att man nyligen misshandlat och mördat journalister i det ockuperade Östtimor.
Den 1 oktober 2008 tillkännagavs att Goodman, som första journalist, som en av fyra mottagare skulle tilldelas årets Right Livelihood Award. Motiveringen löd ..developing an innovative model of truly independent grassroots political journalism that brings to millions of people the alternative voices that are often excluded by the mainstream media (..[för att ha] utvecklat en innovativ modell av äkta oberoende politisk gräsrotsjournalism som ger miljoner människor de alternativa röster som oftast exkluderas i traditionell media")..